# Марьевка (Кадомский район)
Марьевка — опустевшая деревня в Кадомском районе Рязанской области. Входит в Кущапинское сельское поселение.

## География
Находится в восточной части Рязанской области на расстоянии приблизительно 9 км на восток по прямой от районного центра поселка Кадом.

## История
В 1862 году здесь (тогда деревня Темниковского уезда Тамбовской губернии) было учтено 5 дворов.

## Население
Численность населения: 32 человека (1862 год), 19 человек в 2002 году (русские 100 %), 8 в 2010.